# Авіаполіс (станція)
60°18′15″ пн. ш. 24°57′24″ сх. д. / 60.3041° пн. ш. 24.9568° сх. д.
Авіаполіс (фін. Aviapoliksen rautatieasema, швед. Aviapolis järnvägsstation) — залізнична станція мережі приміських залізниць Гельсінкі, розташована в Авіаполіс, Вантаа, Фінляндія, між станціями Ківістьо та Аеропорт Гельсінкі-Вантаа.
Пасажирообіг у 2019 склав 1,075,075 осіб 

Відкрита 1 липня 2015. 
Конструкція — односклепінна глибокого закладення, з однією острівною платформою на дузі.

## Пересадки
- Автобуси: 415, 561, 562, 573, 574, 575, 576, 615, 621